# Гимн КНДР
«Эгукка» (кор. 애국가?, 愛國歌?) — официальный гимн КНДР. Состоит из двух куплетов. Эгукка был введён в КНДР в 1947 году и используется  как государственный гимн по сей день. Музыка была написана Ким Вон Гюном, слова — Пак Се Ёном:6.

## История
В 1945 году Ким Вон Гюн написал мелодию «Патриотической песни» в честь освобождения Кореи от японской оккупации, а уже через год на неё написал стихи Пак Се Ён.
В начале 1980-х годов, Ким Чен Ир стремился уменьшить значение «Патриотической песни» в пользу «Песни о полководце Ким Ир Сене». В результате этого «Песня о полководце Ким Ир Сене» и «Песня о полководце Ким Чен Ире» де-факто стали национальными гимнами КНДР, а «Эгукка» осталась государственным. Слова к «Песне о полководце Ким Ир Сене» написал Ли Чхан, а музыку — Ким Вон Гюн:7.
«Эгукка» воспроизводится каждый день перед началом вещания Корейского Центрального Телевидения.
В 2024 году в гимн внесены изменения, заменены слова про «красивую нашу отчизну в три тысячи ли» на «красивую в мире страну», где под «отчизной в три тысячи ли» подразумевается весь Корейский полуостров. Считается, что изменения связаны с новой политикой в отношении объединения Кореи со стороны властей КНДР.

## Текст гимна

### 2024 — настоящее время
| Оригинальный текст 아침은 빛나라 이 강산 은금에 자원도 가득한 이 세상 아름다운 내 조국 반만년 오랜 력사에 찬란한 문화로 자라난 슬기론 인민의 이 영광 몸과 맘 다 바쳐 이 조선 길이 받드세 백두산 기상을 다 안고 근로의 정신은 깃들어 진리로 뭉쳐 진 억센 뜻 온 세계 앞서 나가리 솟는 힘 노도도 내밀어 인민의 뜻으로 선 나라 한없이 부강하는 이 조선 길이 빛내세 | Транскрипция Концевича Ачхим-ын пиннара и каңсан Ынгым-е чаво̌ндо кадыкхан И сесаң арымдаун нэ чогук Панманнё̌н орэн рё̌кса-е Чхалланхан мунхва-ро чаранан Сыльгирон инмин-е и ё̌ңгваң Момгва мам та пачхё̌ и Чосо̌н Кири паттысе Пэктусан-гисаң-ыль та анго Кынно-е чо̌ңсин-ын киттыро̌ Чинниро муңчхё̌ чин о̌ксен ттыт Он сеге апсо̌ нагари Соннын хим нододо нэмиро Инмин-е ттысыро со̌н нара Хано̌пси пугаңханын и Чосо̌н Кири пиннэсе | Перевод:6 Сияет утро над Родиной, Богаты недра родной земли. Пять тысяч лет твоей истории, Отчизна в три тысячи ли. Народ наш гордый прославился В веках культурою древнею. Родимой землю свою зовём, Корею к славе мы ведём! Поныне дух горы Пэкту жив, Живёт дух правды у нас в груди. Как монолит, идём сплочённые, И ждёт нас слава впереди. Сквозь бури смело прошедшую, Народа волей рождённую, Цветущую на пути своём — Корею к славе мы ведём! |

### 1947 — 2024
| Оригинальный текст 아침은 빛나라 이 강산 은금에 자원도 가득한 삼천리 아름다운 내 조국 반만년 오랜 력사에 찬란한 문화로 자라난 슬기론 인민의 이 영광 몸과 맘 다 바쳐 이 조선 길이 받드세 백두산 기상을 다 안고 근로의 정신은 깃들어 진리로 뭉쳐 진 억센 뜻 온 세계 앞서 나가리 솟는 힘 노도도 내밀어 인민의 뜻으로 선 나라 한없이 부강하는 이 조선 길이 빛내세 | Транскрипция Концевича Ачхим-ын пиннара и каңсан Ынгым-е чаво̌ндо кадыкхан Самчхо̌лли арымдаун нэ чогук Панманнё̌н орэн рё̌кса-е Чхалланхан мунхва-ро чаранан Сыльгирон инмин-е и ё̌ңгваң Момгва мам та пачхё̌ и Чосо̌н Кири паттысе Пэктусан-гисаң-ыль та анго Кынно-е чо̌ңсин-ын киттыро̌ Чинниро муңчхё̌ чин о̌ксен ттыт Он сеге апсо̌ нагари Соннын хим нододо нэмиро Инмин-е ттысыро со̌н нара Хано̌пси пугаңханын и Чосо̌н Кири пиннэсе | Перевод Сияет утро над Родиной, Богаты недра родной земли. Пять тысяч лет твоей истории, Отчизна в три тысячи ли. Народ наш гордый прославился В веках культурою древнею. Родимой землю свою зовём, Корею к славе мы ведём! Поныне дух горы Пэкту жив, Живёт дух правды у нас в груди. Как монолит, идём сплочённые, И ждёт нас слава впереди. Сквозь бури смело прошедшую, Народа волей рождённую, Цветущую на пути своём — Корею к славе мы ведём! |